# Jean Bolinder (författare)
Jean Adolf Bolinder, född 5 december 1935 i Linköping, död 7 juni 2020 i Flädie distrikt i Lomma kommun, var en svensk författare, dramatiker och regissör.
Bolinders debut skedde 1967 med kriminalromanen Skulle jag sörja då…, i vilken han introducerade Jöran och Marianne Bundin som problemlösare. De har senare återkommit åtskilliga gånger i Bolinders produktion. Bolinder var också en av författarna i författarkollektivet Bo Lagevi och har även publicerat sig under pseudonymerna Jesper Borghamn och Elisabeth Schalin. Han var sonson till industrimannen Erik August Bolinder.

## Biografi
Jean Bolinder föddes på Laggarps säteri i Östergötland men flyttade senare med sin familj till Enköping. Han gick gymnasiet i Motala, en stad vars historia han senare skrivit, och studerade vid Uppsala universitet, där han blev fil. mag. 1964, och Lunds universitet, där han blev fil. lic. 1971.
Under Uppsalatiden blev han teaterföreståndare på Östgöta nation. Han regisserade spexen Sigrid Storråda och Hamlet samt revyn En konstig blandning. Han satte på Kammarteatern upp scenurpremiären av Vilhelm Mobergs Jungfru Maria på Fattiggården, för Studentteatern Strange Kind of Romance av Tennessee Williams och för Uppsala stad August Blanches Herr Dardanell och hans upptåg på landet. Därtill regisserade han tre filmer, Hjernans storhet och fall (1959), prisbelönade Flykt, samt Ur askan i elden (1961). 1964 flyttade han tillsammans med hustrun Marianne till Skåne (först Båstad, sedan Bjärred) som nybliven läroverksadjunkt. I Båstad regisserade han bland annat den enda moderna uppsättningen av August Blanches Jenny eller ångbåtsfärden.
Jean Bolinder arbetade bland annat vid Hermods/Liber under 1970-talet. Han skapade då Libers idrottslexikon och Motalas officiella historia. Som chef för Libers teaterböcker utgav han bland annat tre pjäser av Astrid Lindgren.
Efter förlagstiden blev Bolinder lektor i svenska och historia på gymnasieskolorna Katedralskolan och Polhemskolan i Lund.
Som forskare ägnade han sig åt att klarlägga detaljerna kring August Strindbergs död (Strindbergina 1922).
Sedan år 2000 drev Bolinder Petersgårdens dramagrupp i Lund. Gruppen startades efter att han pensionerats från Polhemskolan där han också höll en dramagrupp. Detta resulterade bland annat i två pjäser år 2019. Då liksom tidigare lärde han unga elever från åtta år att spela stilteater. Han skrev då pjäser som Ljuset från Lund, Tulpanspåret och Kossan.
Han var medlem i Skånska Deckarsällskapet och Svenska Deckarakademin.

## Dramatik
- Sockerbössan (Sveriges Radio) - spelad i svensk, finsk och norsk radio.
- Waterloo (Sveriges Radio) - spelad i svensk, finsk, norsk, tysk och italiensk radio.
- Mellan hägg och syren (Sveriges Radio) -spelad i svensk, finsk och norsk radio.
- Klassmötet (Sveriges Radio) -spelad i svensk, finsk och norsk radio.
- Domen (Sveriges Radio) -spelad i svensk, finsk och norsk radio.
- Vadåskärmen (Holm/Janzon: Barnteater i en akt)
- Lundavänninor/Väninnor (Premiär 1990)
- Min döde vän Ågust (Premiär 1993)
- Obemärkta flickor (Premiär 1997)
- Kristina - Guds dotter (Premiär 2001)
- Tidens orm byter skinn (Premiär 2004)
- Janet (skriven 2008)
- Ljuset från Lund (skriven 2018)
- Tulpanspåret (skriven 2019)
- Kossan (skriven 2019)

## Priser och utmärkelser
- Bästa svenska kriminalroman 1985 för För älskarns och mördarns skull
- Bästa svenska kriminalroman 1990 för Dödisgropen
- Mårten för bästa deckare 1983 för Den rätvinkliga triangeln
- Spångens Deckarpris 1984 för Snövit och dvärgarna
- Malmöhus Läns Landsting 1986
- Lomma Kommun 1988
- Svenska Akademien 1990
- Grand Master (Den gyllene kofoten) 2012